# Ashley Young
Ashley Simon Young, angleški nogometaš, * 9. julij 1985, Stevenage, Hertfordshire, Anglija, Združeno kraljestvo.